# Saint-Félix (Île-du-Prince-Édouard)
Pour les articles homonymes, voir Saint-Félix.
Saint-Félix est un village dans le comté de Prince sur l'Île-du-Prince-Édouard, au Canada, au sud de Tignish.
Il est situé à environ quatre kilomètres au sud de Tignish et est le domicile de plus de citoyens dans un rayon de huit kilomètres de Tignish, en excluant le village de Tignish.
La rivière Tignish (aussi connue comme Harper's Brook) débute dans la communauté et coule jusqu'à DeBlois.
Le nom de la communauté vient du pape St Félix 1er.

## Chemins locaux
- Chemin Greenmount
- Chemin Little Tignish
- Route 12
- Chemin Old Martin

## Communautés environnantes
- Tignish
- Greenmount
- Tignish Shore
- Central Kildare
- Saint-Roch